# Dagali Mane, Shimoga
Dagali Mane là một làng thuộc tehsil Shimoga, huyện Shimoga, bang Karnataka, Ấn Độ.